# How Do You Like Them Bananas?
Pour plus de détails, voir Fiche technique et Distribution.
How Do You Like Them Bananas? est un court métrage américain réalisé par Lionel Rogosin, sorti en 1966. Il consiste en un sketch dans le style du slapstick.

## Synopsis
Un ecclésiastique demande un don à un banquier.

## Fiche technique
- Titre français : How Do You Like Them Bananas?
- Réalisation : Lionel Rogosin
- Pays d'origine : États-Unis
- Format : Noir et blanc - 35 mm
- Genre : court métrage, comédie
- Durée : 10 minutes
- Date de sortie : 1966